# Trojna intervencija
Tristranska intervencija ali trojna intervencija (kitajsko 三国安全, pinjin Sangoku Kanshō) je bila diplomatska intervencija Rusije, Nemčije in Francije 23. aprila 1895 zaradi strogih pogojev Šimonoseškega sporazuma, ki jih je Japonska vsilila kitajski dinastiji Čing in je končala prvo kitajsko-japonsko vojno. Cilj intervencije je bil  zaustaviti japonsko širitev na Kitajskem. Japonska reakcija proti trojni intervenciji je bila eden od vzrokov za kasnejšo rusko-japonsko vojno.

## Šimonoseški sporazum
Japonska je v skladu s Šimonoseškim sporazumom dobila polotok Liaodong, vključno s pristaniškim mestom Port Arthur, ki ga je osvojila na račun Kitajske. Takoj po tem, ko so pogoji sporazuma postali javni, je Rusija, zainteresirana za širjenje svoje interesne sfere na Kitajsko,  izrazila zaskrbljenost glede japonske pridobitve polotoka Liaodong in možnega vpliva sporazuma na stabilnost Kitajske. Rusija je prepričala Francijo in Nemčijo, da sta diplomatsko pritisnili na Japonsko, da polotok za odškodnino  vrne Kitajski.

## Evropske sile
S Trojno intervencijo je največ pridobila Rusija, ki je v preteklih letih počasi krepila svoj vpliv na Daljnem vzhodu. Izgradnja Transsibirske železnice in pridobitev pristanišča, ki pozimi ne zamrzne, bi Rusiji omogočila utrditi prisotnost v regiji in nadaljnjo širitev v Azijo in na Tihi ocean. Rusija ni pričakovala, da bo Japonska zmagala v vojni proti Kitajski. Če bi Port Arthur padel v japonske roke, bi spodkopal ruske želje po pristanišču na Daljnem vzhodu.
Francija se je morala v skladu s sporazumom iz leta 1892 pridružiti Rusiji. Francoski bankirji so imeli finančne interese v Rusiji, povezane zlasti z železnicami, ozemeljskih ambicij v Mandžuriji pa Francija ni imela, saj je bila njena vplivna sfera južna Kitajska. Francozi so imeli celo prisrčne odnose z Japonci. Francoski vojaški svetovalci so  urili japonske cesarske vojake in številne japonske ladje so bile zgrajene v francoskih ladjedelnicah. Francija kljub temu ni želela biti diplomatsko izolirana, kot je bila prej, zlasti zaradi naraščajoče moči Nemčije.
Nemčija je imela dva razloga, da je podprla Rusijo. Želela je, da se pozornost Rusije  usmeri na vzhod in stran od Nemčije, in da dobi rusko podporo pri pridobivanju nemških ozemeljskih koncesij na Kitajskem. Nemčija je upala, da bo podpora Rusiji spodbudila Rusijo, da podpre nemške kolonialne ambicije, ki so bile še posebej otežene, ker se je Nemčija šele pred kratkim oblikovala v enotno državo in se zato prepozno vključila v kolonialne igre. 

## Zaključek
Japonska vlada je nerada pristala na intervencijo, ker se ni mogla vojaško upreti trem velikim evropskim silam hkrati. Tri sile so imele na poti na vzhod že 38 vojaških ladij z izpodrivom 95.000 ton, medtem ko je imela cesarska japonska mornarica le 31 vojaških ladij z izpodrivom 57.000 ton. Po neuspešnih diplomatskih prizadevanjih, da bi pridobil podporo Združenih držav in Velike Britanije, je 5. maja 1895 predsednik vlade Ito Hirobumi napovedal umik japonskih sil s polotoka Liaodong v zameno za dodatno odškodnino v višini 30 milijonov taelov (450 milijonov jenov) Zadnje japonske enote so Liaodong  zapustile decembra 1895. 
Na veliko začudenje in zaprepadenost Japonske je Rusija skoraj takoj zatem zavzela celoten polotok Liaodong in še posebej utrdila Port Arthur. Nemčija si je zagotovila nadzor nad koncesijami v provinci Šandong, Francija in celo Velika Britanija pa so izkoristile oslabljeno Kitajsko, da so pod različnimi pretvezami zavzele pristaniška mesta in razširile svoje vplivne sfere. 
Japonska vlada je menila, da je bila s to intervencijo ogoljufana za zasluženi vojni plen. Ponižanje s strani evropskih sil je pripeljalo do ustanovitve  gibanja Gašin Šotan (臥薪嘗胆), kar se lahko prevede kot  "Vztrajati v stiski (zaradi maščevanja)". Ime izhaja iz kitajskega reka čengjuja wòxīnchángdǎn (臥薪嘗膽), ki dobesedno pomeni "spati na palicah in okušati žolč", in namiguje na vztrajnost kralja Govdžjana iz Jueja (vladal 496–465 pr. n. št.) v vojni med Vujem in Juejem. Za sodobno Japonsko je ta ideologija pomenila povečanje težke industrije in moči oboroženih sil, zlasti mornarice, na račun želja in potreb posameznika. 
Trojna intervencija je močno vplivala na japonske zunanje odnose, saj se je japonska diplomacija skušala izogniti ponovni vzpostavitvi koalicije evropskih sil proti Japonski. Vodila je tudi do anglo-japonskega zavezništva iz leta 1902, ki je bilo izrecno namenjeno zaščiti Japonske pred vmešavanjem drugih evropskih velikih sil, zlasti Rusije.